# 小野陶子
小野 陶子（おの とうこ、7月15日 - ）は、元毎日放送 (MBS) のアナウンサー。

## 来歴
千葉県松戸市出身。千葉県立東葛飾高等学校、東京女子大学卒業。
大学を卒業後、2001年に毎日放送に入社。同期の仙田和吉、八木早希、山中真とともに同局のアナウンサーになる。
毎日放送在籍中の2004年1月30日に結婚した。これにより姓が変わったが、その後も仕事上では小野姓で活動し続けた。
武川智美の産休に伴い、2005年7月4日放送分から『痛快!明石家電視台』で明石家さんまの4代目アシスタントを務めた。
2006年10月4日放送の『ちちんぷいぷい』で、同番組の卒業および毎日放送を退職することを明らかにした。理由は、当時遠距離別居中であった自衛隊員の夫と北海道旭川市で同居のためとのことであった。ちなみに、同局のアナウンサーとして最後に出演したのは、2006年11月7日（6日深夜）の『痛快!明石家電視台』である。
退職後には専業主婦になり、1男を授かっている。また夫の勤務の関係で、北海道旭川市 → 千葉県 → 静岡県御殿場市 → 熊本県熊本市へ転居。「毎日放送の元アナウンサー」という肩書きで、転居先から同局の番組に出演したり、メッセージを寄せたりしている。
- 千葉県に住んでいた2009年には、TBSテレビが金曜日に『ちちんぷいぷい』のネット受けを実施した初日（4月3日）に、同番組に宛てて電子メールでメッセージを投稿。その内容が放送中に紹介された。
- 2011年3月24日には、同期入社の八木と山中がパーソナリティを務める『MBSたびぐみ とっておき旅ラジオ』へ電話で出演。同月末でフリーアナウンサーへ転身する八木に、ねぎらいの言葉を掛けていた。
- 熊本市へ転居した2012年には、1月13日放送の『MBSたびぐみ とっておき旅ラジオ』において「乗ってきました 路面電車」のコーナーに電話で生出演。熊本市電にまつわる現地の情報を紹介した。

## 担当番組

### テレビ番組
- VOICE - 月曜・火曜サブキャスター（2001年10月 - ）
- あさやん! - 月曜担当 → 火曜担当
- MBSニュースワイドアングル - 中継リポーター
- ニュース＆天気 - 土曜担当
- ちちんぷいぷい - アナウンサー企画担当 → アシスタント（2004年4月 - 2006年10月）
- っちゅ〜ねん! - 水曜・金曜アシスタント（2005年4月 - 2006年3月）
- 痛快!明石家電視台 - アシスタント（2005年7月 - 2006年11月）
- 毎日新聞テレビ夕刊
- 関西バンザイ新聞（不定期放送の特別番組）

### ラジオ番組
- 諸口あきらのイブニングレーダー - 水曜・木曜中継リポーター（2001年10月 - 2002年3月）
- 情報ラヂオ・スパイス! - 水曜・木曜中継リポーター（2002年4月 - ）
- 木戸湊のマンデー・ジャーナル
- こども音楽コンクール（2003年度から[3]）
- 真夜中のドン - アシスタント
- こんちわコンちゃんお昼ですょ!